# Жамезі
Жамезі (фр. Jamésie) — найпівденніший з трьох регіональних муніципалітетів регіону Північ Квебеку. Позначається географічним кодом 991. Утворений в 1971 р, до цього включався до складу історико-культурного регіону Верхній Квебек (Pays-d'en-haut).

## Географія
Займає 40 % території регіону. У 2007 році з його складу було виділено 7 анклавів індіанців — крі, з яких і складається сучасна автономна область крі. Розташований на сході затоки Джеймс, ім'ям якої і названий муніципалітет. Займає площу в 298 199,45 км², що більше такого штату США, як Аризона. Населення Жамезі за даними перепису 2006 становить 14 871 мешканців, переважно європейське за походженням (франко-канадці), сконцентровано в 4-х містах: Шибугамо, Лебель-сюр-Кевільйон, Шапе, Матагамі і 7-і селищах: Радисон, Вільбуа, Валькантон, Валь-Параді, Бокантон, Демаревіль та Мікелон, які разом з неурбанізованими територією складають округ Бе-Жамс. Офіційна мова — французька. Столиця — місто Шибугамо, розташоване на крайньому південному сході регіону з населенням 7500 жителів, що робить його найбільшим населеним пунктом як на території Жамезі, так і в регіоні Північ Квебеку. Основне заняття населення — обслуговування комплексу ГЕС проект Бе-Жамс на річці Гранд-Рив'єр.